# Gmina Fajzë
Gmina Fajzë (alb. Komuna Fajzë) – gmina położona w północno-zachodniej części kraju. Administracyjnie należy do okręgu Has w obwodzie Kukës.  W 2011 roku populacja wynosiła 3491 mieszkańców – 1737 mężczyzn oraz 1754 kobiety.
W skład gminy wchodzi sześć górskich miejscowości: Fajzë, Vranisht, Tregtan, Liqen i Kuq, Metaliaj, Brenogë.